# Xanthorhoe conciliaria
Xanthorhoe conciliaria là một loài bướm đêm trong họ Geometridae.